# Frans Jousi
Frans Oskar Jousi, född 12 maj 1890 i Mäntsälä, död 23 november 1931 i Tammerfors i Finland, var en mästerarkitekt  som ritade flera byggnader för Tammerfors-baserade Osuusliike Voima på 1920-talet.

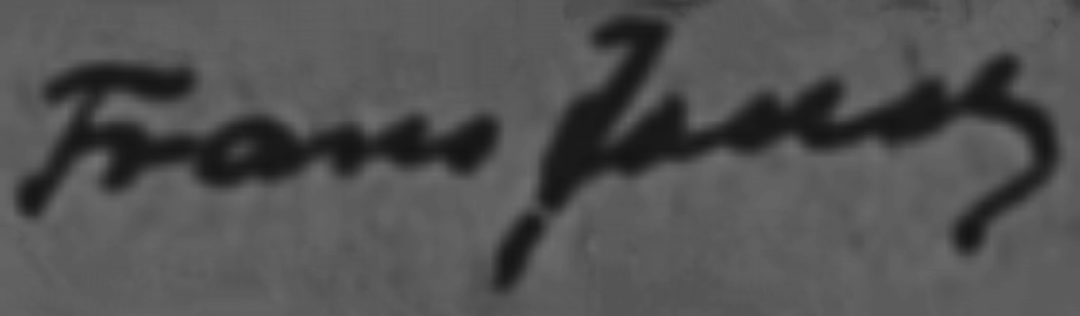
Frans Jousi namnteckning

## Biografi
Frans Oskar Jousi föddes i Mäntsälä i maj 1890. Jousi gifte sig med sjuksköterskan Toini Cecilia Polviander (född 24 september 1888 i Vittis) den 22 juli 1910 i Mäntsälä. Toini Cecilias farfars far deltog som fanbärare i det Björneborgska regementet under finska kriget och anses vara förebilden för Carl Gustaf Polviander i J.L. Runebergs berättelser om Fänrik Ståls sägner. Jousi deltog den 12 och 13 augusti 1911 i friidrottsmästerskapen som arrangerades av gymnastik- och idrottsföreningen Mäntsäläns Veli vid Sääksjärvi i Mäntsälä, där han kom på andra plats i både 100 och 200 meters löpning. Paret flyttade till Birkala 1911 och fick samma år en son som blev parets enda barn. Jousi avled i november 1931 och är begravd på Kalevankangas kyrkogård.

## Karriär
Efter att ha tagit examen från Tammerfors tekniska skola år 1915 arbetade Frans Jousi som ritare hos Nylands lantbruksförening, arkitekten Georg Schreck och byggmästaren Heikki Tiitola. Från 1920 var Jousi chef för byggnadskontoret hos Osuusliike Voima och fastighetsförvaltare för företagets fastigheter. 

## Stil
På 1920-talet ritade Jousi flera röda tegelbyggnader som representerade minskad klassicism i Tammerfors. Den mest kända av byggnaderna designade av Jousen är Tammelan Voima fyra våningar bostads- och kommersiella byggnader färdigställda 1920 på östra sidan av Tammelantori . 

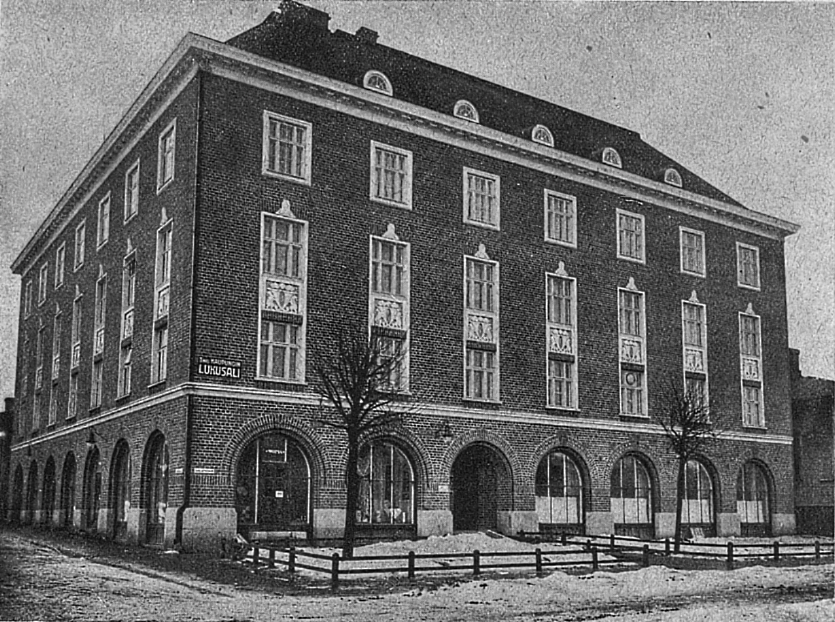
Tammelas Voima-hus i början av 1920-talet.

## Kända verk

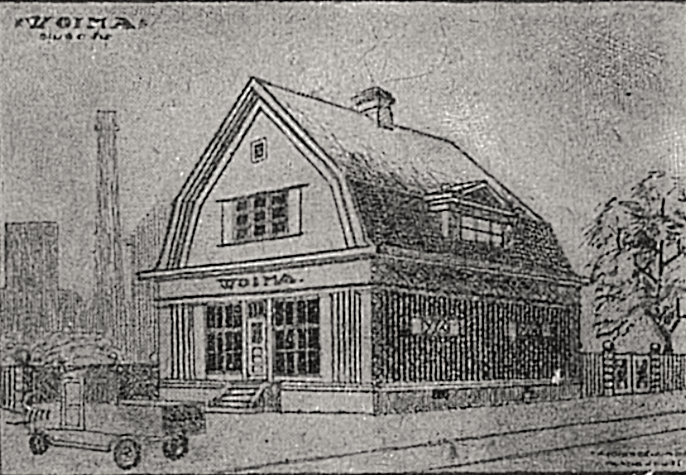
Osuusliike Voima byggnad i Siuro

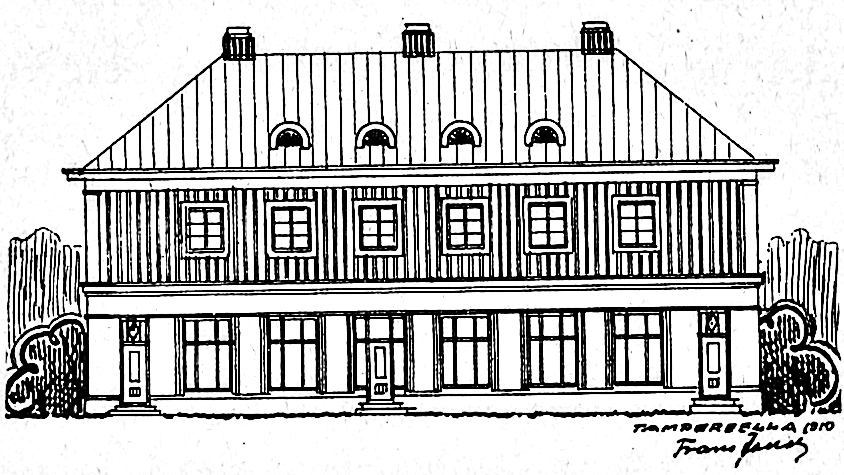
Osuusliike Voima byggnad i Epiläs

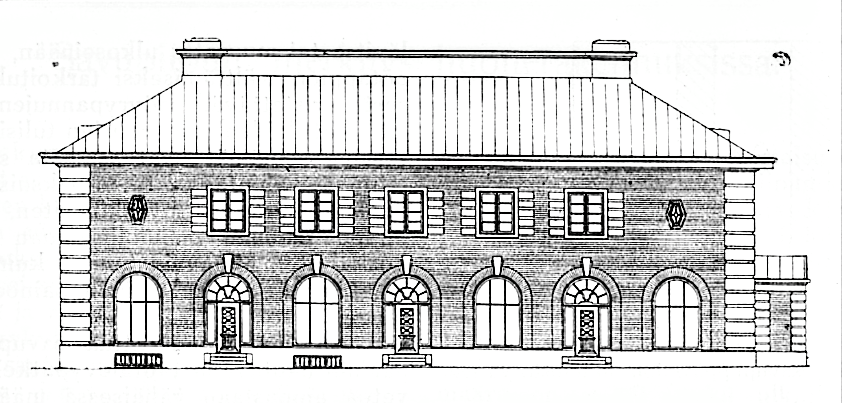
Mäntä andelshus

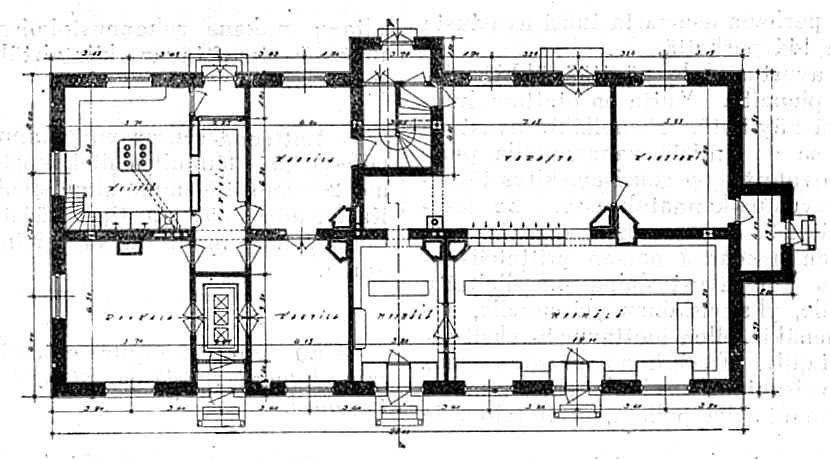
Planritningar över Mäntä andelshuset

- Osuusliike Voima affärs- och bostadshus, Epilä, Tampere, 1919 [5]
- Asunto Oy Kyttälä, Aleksanterinkatu 33, Tammerfors, 1920
- Bostads- och affärsbyggnad i Tammelan Voima, Tammelantori, Tammerfors, 1920 [5]
- Osuusliike Voima kommersiella och bostadshus, Siuro, 1921 [5]
- Voima bagerikooperativ, Tammerfors [6]
- Metodistkyrkans hus, Lapintie 4, Tammerfors, 1924
- Mänttä andelsbyggnad, Mänttä, 1924 [7]
- Osuusliike Voimas centrallager, nu Hotel Villa, Sumeliuksenkatu 14, Tammerfors, 1926 [8]
- Asunto Oy Kastinlinna, Lapintie 26, Tammerfors, 1927 [9]
- Asunto Oy Ilomäentie 2, Tammerfors, 1928 [10]
- Uudenkylän Toverit ry:s arbetarsal, Tammerfors, 1934